# Страсбургский вокзал
Страсбургский вокзал (Главный вокзал Стра́сбурга, фр. Gare de Strasbourg-Ville) — сквозной наземный крытый железнодорожный вокзал, являющийся центральной станцией во французском городе Страсбурге.

## История
Сегодняшний Страсбургский вокзал — это уже второй вокзал города. Первый вокзал находился на сегодняшней площади Place des Halles, где бывшая территория железнодорожной станции в 1974 году была застроена большим торговым центром. Торжественное открытие первого вокзала Страсбурга состоялось 15 сентября 1854 года. Он был частично разрушен во время Франко-прусской войны 1870—1871 года и затем восстановлен немецкими военными под германским управлением.
Строительство сегодняшнего Страсбургского вокзала было осуществлено, когда Эльзас был частью «имперской провинции» Эльзас-Лотарингия в составе Германской империи. Вокзал сооружался на территории Укреплений Вобана. Строительные работы были начаты в 1878 году берлинским архитектором Иоганном Якобсталем. Вокзал был торжественно открыт уже 15 августа 1883 года и заменил старую главную железнодорожную станцию Страсбурга. Строительные работы продолжались и были окончены лишь в 1898 году. Вокзал служил первоначально не только как пассажирский, но и как товарно-сортировочная станция.

## Реконструкция
В 2006 и 2007 годах в рамках присоединения к сети линий TGV вокзал был масштабно реконструирован. Ежедневно около 300 рабочих работали на вокзальной реконструкции, которая обошлась в 150 млн евро. Над вокзалом был достроен стеклянный купол, на который ушло от 600 до 900 т стекла, и который в виде стакана накрыл собой здание XIX века. Кроме того, в здании было проложено панельное отопление в полу. Пост электрической централизации был оснащён новой компьютеризованной системой, которая на сегодня — самая большая во Франции. Она была установлена за 4 и 5 ноября 2006 года, что повлекло за собой 30-часовой перерыв эксплуатации железной дороги. Железнодорожные платформы и привокзальная площадь также были реконструированы. Справа от фасада здания была построена велосипедная стоянка, рассчитанная на 850 велосипедов. По-новому оформленный вокзал был торжественно открыт 5 ноября 2007 года с опозданием на четыре месяца.
Страсбургский вокзал — один из самых важных вокзалов на востоке Франции. Он находится в собственности французской государственной дороги SNCF. Наряду с SNCF его также используют и немецкие железнодорожные предприятия, такие как Deutsche Bahn и сеть региональных электричек района Ортенау. После ввода в эксплуатацию линии LGV Est européenne 10 июня 2007 года дальние железнодорожные сообщения, как и региональные перевозки, значительно улучшились. После ввода в эксплуатацию линии LGV Rhin-Rhône в 2011 году, соединившей Страсбург с южными железнодорожными направлениями, также существенно улучшились сообщения. Сегодня Страсбургский вокзал пропускает около 60 000 пассажиров ежедневно.

## Фотогалерея
- Железнодорожный вокзал в Страсбурге в 1905 году
- Здание Страсбургского вокзала в 2002 году
- Вид на здание XIX века сквозь стеклянный купол